# هو جونغ سوك
هو جونغ-سوك (بالإنجليزية: Ho Jong-suk) (وبلغة هانغل: 허정숙؛ وبلغة هانجا: 許 貞 淑؛ من مواليد 16 يوليو عام 1908 - والمُتوفاة في 5 يونيو عام 1991) هي ناشطة بحركة الاستقلال الكورية وكاتبة وصحفية شيوعية.
كانت هو جونغ-سوك عضوًا في منظمة سيجانهاو وجوينووهو وعضوًا مؤسسًا في حزب جوسون الشيوعي، كما كانت ناشطة في مجال حقوق المرأة الكورية.

## حياتها
ذهبت هو في سنواتها الأولى إلى اليابان للدراسة في مدرسة كوانسي في طوكيو، ثم غادرت في وقت لاحق وذهبت إلى الصين حيث تم منحها منحة في المدرسة الثانوية الأجنبية في شانغهاي حيث تخرجت. عادت هو إلى بلدها في وقت لاحق، ثم شاركت في عام 1921 في الحركة النسائية وانضمت إلى الحزب الشيوعي الكوري.
قررت الحكومة اليابانية في كوريا الجنوبية في ذلك الوقت بتصنيف الحزب الشيوعي غير قانوني. تعرضت هو للاضطهاد من أجل المشاركة في الحزب الشيوعي. شاركت هو في وقت لاحق من عام 1924 في اليوم العالمي للمرأة، ثم ذهبت إلى يوم المرأة في سيول في مارس 1925. في عام 1927 كانت عضوًا مؤسسًا لشركة وجوينووهو وشاركت أيضًا في تأسيس شركة سيجانهاو.
كانت هو أيضًا مناصرة لمبدأ «الحب والجنس غير المشروطين». تم استنكار رأيها في المجتمع الكوري حيث بقيت آثار الكونفوشيوسية الأصولية في ذلك الوقت في الكوريتين.
ذهبت هو في عام 1936 إلى الصين حيث شاركت في الحزب الثوري الوطني الكوري. ثم ذهبت في عام 1938إلى خبي، وشاركت في تحالف استقلال المختار كو وهي مجموعة مقاومة يابانية مناهضة لحكم اليابانيين بكوريا). ذهبت هو في عام 1945 إلى سول، لكنها غادرت إلى كوريا الشمالية لتجنب إرهاب الجناح اليميني. شاركت هو في حكومة كوريا الشمالية في عام 1948.

## مؤلفات في سيرتها الذاتية
- في غريس لوفر (은혜로운 사랑 속 에서)
- أيام مؤسس الديمقراطية (민주 건국 의 나날 에)
- ذكريات تاريخية من حب عظيم (위대한 사랑 의 력사 를 되 새기며)

## روابط خارجية
- Ho Jong-suk:britannica (بالكورية)
- Ho Jong-suk (بالكورية)
- Ho Jong-suk (بالكورية)
- 허정숙[وصلة مكسورة] (بالكورية)
- 정치[وصلة مكسورة] 노여류혁명가 허정숙 여사를 추모하여 (بالكورية)
- Ho Jong-suk (بالكورية)
- Ho Jong-suk (بالكورية)
- 조선의 첫 녀성상 (بالكورية)